# Nassauvia argyrophylla
Nassauvia argyrophylla là một loài thực vật có hoa trong họ Cúc. Loài này được Speg. ex Cabrera mô tả khoa học đầu tiên năm 1939.